# ساغيرو مياما
ساغيرو مياما (مواليد 20 يناير 1917) هو ملاكم ياباني، مثّل بلاده في الألعاب الأولمبية الصيفية 1936.

## روابط خارجية
ساغيرو مياما على موقع بوكس ريك (الإنجليزية) (registration required)
- ساغيرو مياما على موقع أوليمبيديا (الإنجليزية)